# 艾米塔區
艾米塔是菲律賓馬尼拉市的市轄區，位於王城區與馬拉提區之間，是外國遊客聚集之地。

## 歷史
於西班牙殖民時代，艾米塔區本為馬尼拉王城區的周邊地區。直至十九世紀，馬尼拉市開始擴張，艾米塔區乃首當其衝。到菲律賓成為美國殖民地，艾米塔區主要以美國人居住居多。他們建立了陸軍和海軍俱樂部以及大學俱樂部等機構。
於二次大戰時發生的馬尼拉戰役中，艾米塔區遭受到極之恐佈的大屠殺。據估計總共有100,000名菲律賓平民在該市本身被殺。市內68%-85%的地區被戰火摧毀。
二戰結束後，隨著上層階級遷至奎松市和馬卡蒂等其他區域，艾米塔區逐漸從住宅區轉變為商業區。

## 設施
- 黎剎公園
- 菲律賓國家圖書館
- 菲律賓師範大學
- 馬尼拉海洋公園
- 馬尼拉大都會劇院
- 馬尼拉酒店
- 菲律賓科技大學
- 馬尼拉科學高校

## 圖片

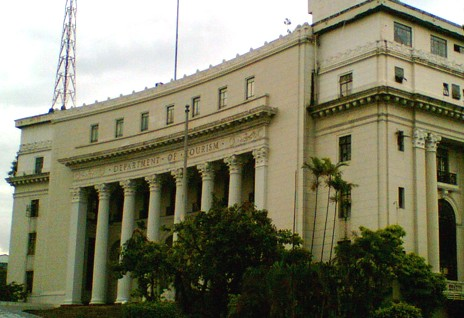
菲律賓觀光局行政大樓
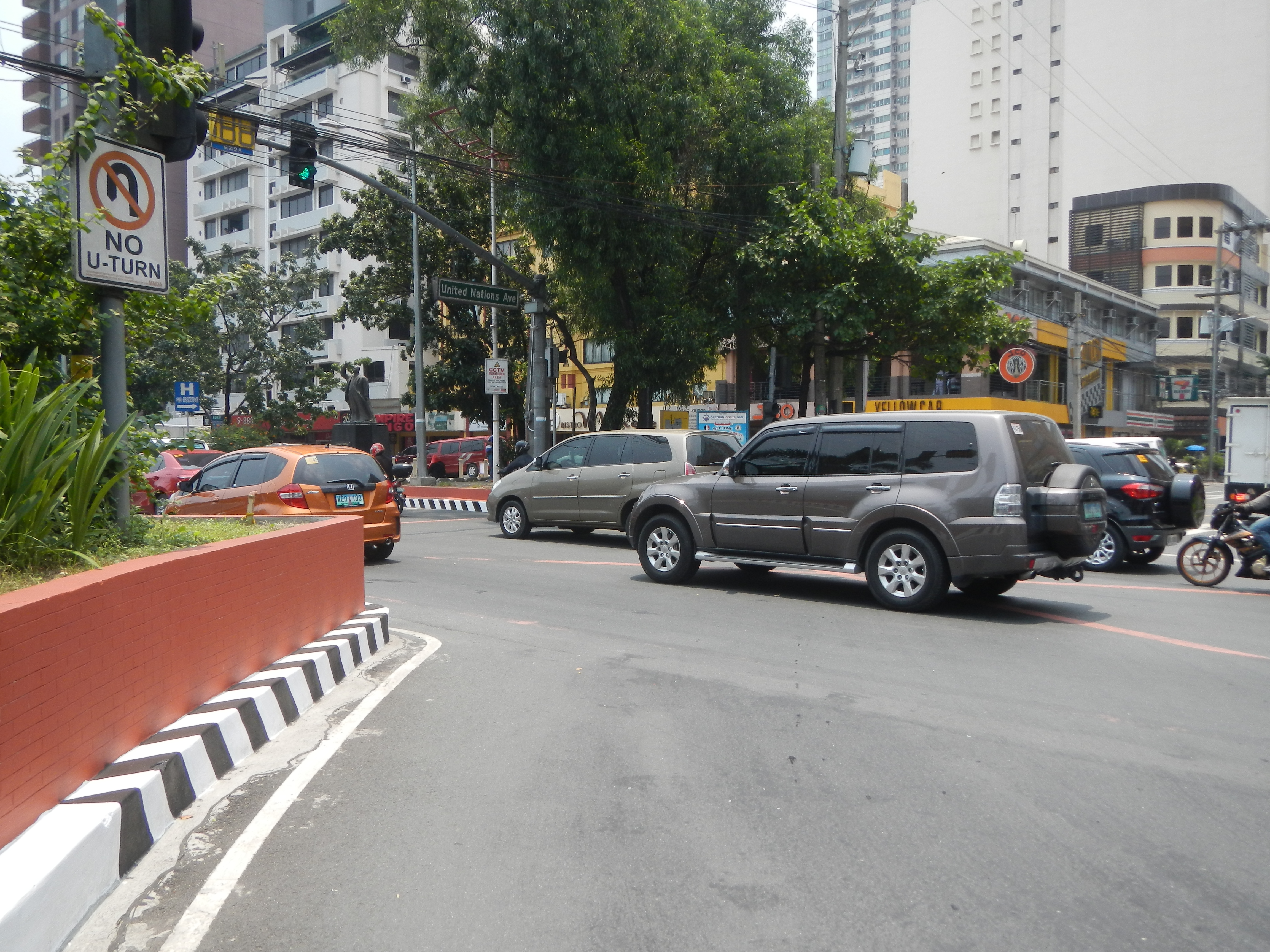
一處街道
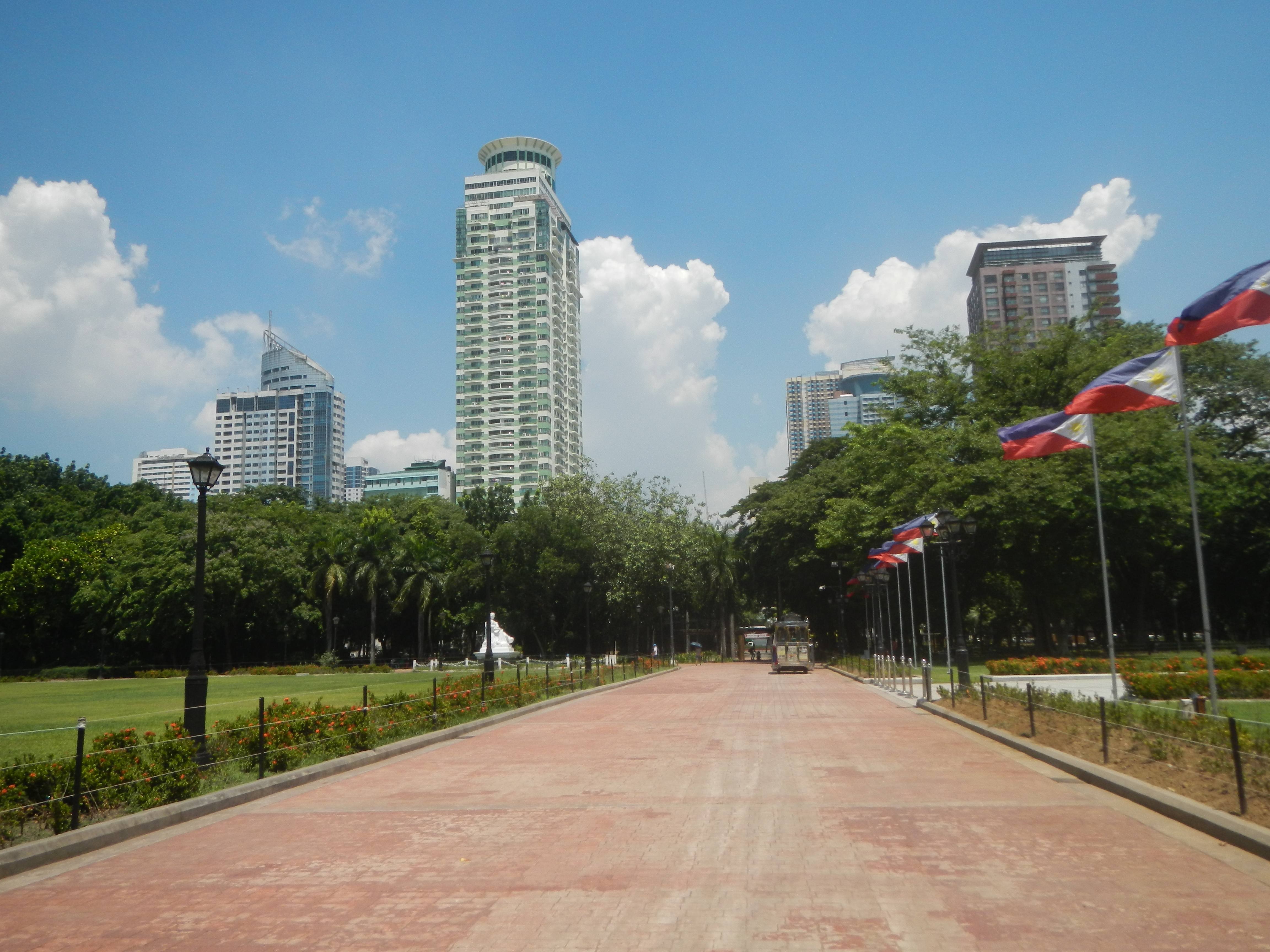
黎剎公園

## 外部連結
14°34′59″N 120°58′59″E / 14.583°N 120.983°E